# De mundi sensibilis atque intelligibilis forma et principiis
De mundi sensibilis atque intelligibilis forma et principiis (Over de vorm en de principes van de zintuiglijke en de intelligibele wereld) is de inaugurele rede van Kant, waarmee hij in 1770 het hoogleraarschap in logica en metafysica te Koningsbergen aanvaardde. Het is het laatste werk van zijn zogeheten voor-kritische periode en bevat al de bloesem van de inzichten die zouden culmineren in zijn Kritiek van de zuivere rede.

## Context
Kant onderzoekt in het werk de fundamenten van twee verschillende werelden: de zintuiglijke wereld, en de bovenzintuiglijke, "intelligibele" wereld, die alleen kenbaar is met het verstand. Kant was opgeleid met de rationalistische filosofie van Leibniz en Christian Wolff, waarin kennis uit de zintuigen werd gewantrouwd omdat die onzeker is. Verstandskennis, die onafhankelijk van de zintuigen zou zijn, is volgens rationalisten wél zeker en daarom veel waardevoller. Kant houdt in dit werk nog vast aan de mogelijkheid van kennis van niet-zintuiglijke dingen en een "intelligibele wereld".
Doordat een deel van het werk over deze bovenzintuiglijke wereld gaat, wordt het werk nog niet tot zijn kritische periode gerekend. Het deel waarin Kant de zintuiglijke wereld behandelt, bevat al de ideeën van zijn transcendentale esthetica van de Kritik der reinen Vernfunft.

## Inhoud

### Over de zintuiglijke wereld
In het onderzoek naar de fundamenten van de zintuiglijke kennis ontvouwt Kant al een kerngedachte van zijn toekomstige hoofdwerk. Kant schrijft over zowel tijd als ruimte dat ze "niet een objectief iets zijn, maar subjectief". Ruimte is niet iets dat we door de ervaring van externe waarnemingen leren kennen, maar om een externe waarneming te hebben, hebben we al ruimte nodig.
Net als in de Kritik der reinen Vernunft bakent Kant zijn positie af ten opzichte van, enerzijds, de Britse empiristen Newton en Locke, en anderzijds, zijn rationalistische landgenoten, die de filosofie van Leibniz aanhangen. Volgens Kant maken de volgelingen van de laatstgenoemde "een nog veel grotere fout." Hier is goed te zien hoe Kant de empiristen al boven de rationalisten verkiest.
Kant begon als rationalist, maar de invloed van Britse filosofen neemt toe totdat hij de rationalistische filosofie compleet verwerpt, of in de woorden van Schopenhauer: "De Kritik der reinen Vernunft is in het bijzonder gericht tegen de filosofie van Leibniz en Wolff, en tot haar staat ze in een polemische, om niet te zeggen vernietigende verhouding, zoals ze tot die van Locke en Hume in een verhouding staat van voortzetting en ontwikkeling."

### Over de intelligibele wereld
In het deel over de bovenzintuiglijke wereld onderzoekt Kant kennis die louter voorkomt uit het verstand. Hier treft men de laatste rationalistische overtuigingen van Kant aan, die hij zou verwerpen in zijn Kritik, waarin hij stelt: "Alle kennis van dingen die uitsluitend voortkomt uit het zuivere verstand of de zuivere rede is niets dan louter schijn, en alleen in de ervaring ligt waarheid."

## Ontvangst
De filosofen Moses Mendelssohn en Johann Heinrich Lambert uitten stevige kritiek op Kants opvattingen over ruimte en tijd. Dit zette Kant aan tot het herdenken en preciseren van zijn stellingen, waarmee zijn zogeheten kritische periode begint. Na meer dan tien jaar alles overdacht te hebben, publiceert Kant het resultaat van zijn denkproces: de Kritiek van de zuivere rede.